# Nos retrouvailles (film)
Pour les articles homonymes, voir Nos retrouvailles.
Pour plus de détails, voir Fiche technique et Distribution.
Nos retrouvailles est le titre d'un film français réalisé par David Oelhoffen, sorti en 2007. Il a été présenté en avant-première mondiale lors de la 46e Semaine de la critique à Cannes en 2007.

## Synopsis
Gabriel retrouve son fils Marco après l'avoir laissé sans nouvelles de nombreuses années. Gabriel souhaite ouvrir un bar de nuit mais, à court d'argent, il entraîne son fils dans un cambriolage destiné à récupérer l'argent qu'un truand lui avait dérobé.

## Analyse
Pour son premier long métrage, Nos retrouvailles, David Oelhoffen aborde le thème complexe des relations père-fils. Un père déchu, incarné par Jacques Gamblin, vient chercher en son fils qu’il n’a plus vu depuis longtemps son dernier espoir, son dernier moyen de s’en sortir. Son fils, Marco,  mène une vie simple et sans décor, entre la plonge dans une cantine et la boxe, où il extériorise ses sentiments, où il apprend mieux à recevoir les coups qu’à les donner.
Le réalisateur nous montre dans ce film deux personnages qui ont besoin l’un de l’autre, qui puisent en l’autre ce qui leur manque. Par des jeux de gros plans successifs, on se penche sur les mimiques et expressions de chaque protagoniste, nous rapprochant d’eux, s’attachant à leurs êtres simples, presque anonymes. Mais ce qui caractérise Nos retrouvailles c'est avant tout cette réflexion sur la césure des modèles, voire des idéaux. On assiste ici en effet à une véritable inversion des rôles : le père devient l'ado, charmeur et inconstant, et le fils l'adulte, calme et raisonnable. Cela va permettre à Marco de prendre son envol, de rompre avec son enfance, pas réellement achevée, comme placée en "pause". Nos retrouvailles évoque ce désir de grandir et de s’affranchir, pour rentrer dans l’âge adulte.

## Fiche technique
- Titre : Nos retrouvailles
- Titre original :
- Réalisation : David Oelhoffen

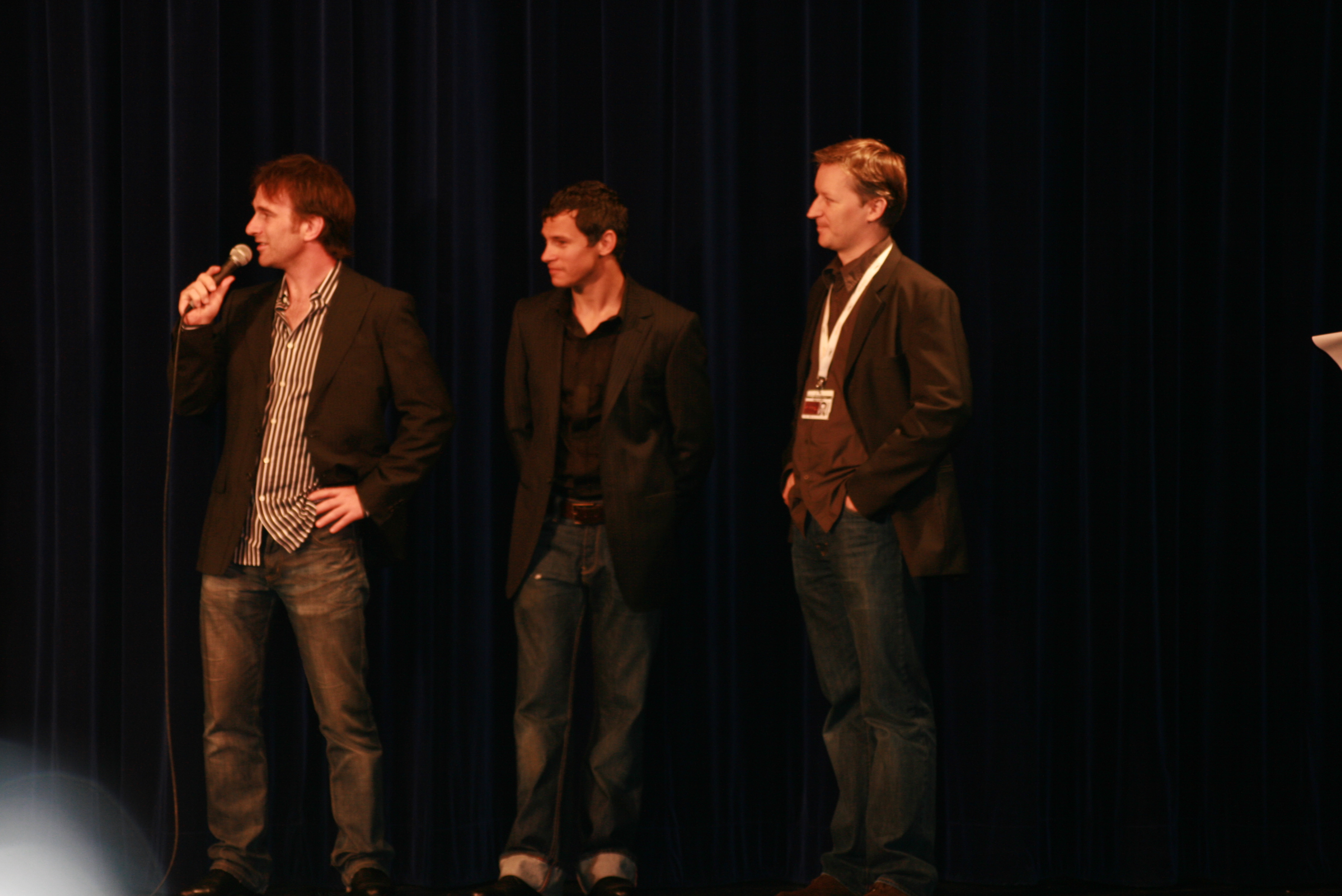
L'équipe de Nos retrouvailles lors de la 46e Semaine Internationale de la Critique à Cannes (à gauche David Oelhoffen, réalisateur, et au milieu Nicolas Giraud, premier rôle).

- Scénario : David Oelhoffen, Antoine Lacomblez
- Production : Olivier Charvet pour KALEO FILMS
- Son : Jérôme Aghion, Sébastien Noiré, Emmanuel Croset
- Photographie : Lubomir Bakchev
- Montage : Sophie Bousquet-Foures
- Décors : Philippe Jacob
- Pays d'origine :  France
- Langue originale : français
- Genre : drame
- Durée : 99 minutes
- Format : couleur - 1,85:1 - Dolby Digital - 35 mm
- Dates de sortie : 19 septembre 2007 (France)

## Distribution
- Jacques Gamblin : Gabriel
- Nicolas Giraud : Marco
- Jacques Spiesser : Ruiz
- Marie Denarnaud : Elena
- Gérald Laroche : Krosiki
- Salim Kechiouche : Karim
- Marie Matheron : la mère
- Fred Ulysse : M. Robert
- Bruno Lochet : l'habitué de la brasserie
- Yves Verhoeven : le collègue à la cantine
- Grégory Loffredo : Marat

## Distinctions
- Trophée du premier scénario, décerné par le Centre national de la cinématographie
- Lauréat de la Fondation Groupama Gan pour le cinéma
- Lauréat de la Fondation Beaumarchais
- Prix d’interprétation pour Nicolas Giraud au Festival de la Réunion en 2008
- Mention spéciale « Best First Feature Film » au Festival de Rome en 2008.